# Presidenti del Perù
Il presidente del Perù è il capo di Stato e di governo del Paese.
I capi di Stato del Perù dal 1821 ad oggi sono i seguenti.

## Protettorato del Perù (1821-1822)
| Protettore | Protettore         | Mandato        | Mandato           | Titolo              |
| Protettore | Protettore         | Inizio         | Fine              | Titolo              |
| ---------- | ------------------ | -------------- | ----------------- | ------------------- |
|            | José de San Martín | 28 luglio 1821 | 20 settembre 1822 | Protettore del Perù |

## Repubblica del Perù (1822-1836)
| Presidente                                                                                           | Presidente                       | Elezione                                                                                  | Mandato           | Mandato                              | Titolo                                              |
| Presidente                                                                                           | Presidente                       | Elezione                                                                                  | Inizio            | Fine                                 | Titolo                                              |
| --- | -------------------------------- | ----------------------------------------------------------------------------------------- | ----------------- | ------------------------------------ | --------------------------------------------------- |
| | Francisco Xavier de Luna Pizarro | Ad interim (Presidente del Congresso Costituente)                                         | 20 settembre 1822 | 22 settembre 1822                    | Encargado Interino del Poder Ejecutivo              |
| | José de La Mar                   | Eletto dal Congresso Costituente tra i suoi membri                                        | 22 settembre 1822 | 27 febbraio 1823                     | Presidente della Suprema Junta Gubernativa del Perú |
| | José Bernardo de Torre Tagle     | Ad interim Designato dal Congresso Costituente                                            | 27 febbraio 1823  | 28 febbraio 1823                     | Jefe Interino                                       |
| | José de la Riva Agüero           | Colpo di Stato e ratifica dal Congresso Costituente                                       | 28 febbraio 1823  | 23 giugno 1823                       | Presidente della Repubblica                         |
| | Antonio José de Sucre            | Eletto provvisoriamente dal Congresso Costituente per esercitare il "potere militare"     | 23 giugno 1823    | 17 luglio 1823                       | Jefe Supremo Militar                                |
| | José Bernardo de Torre Tagle     | Eletto dal Congresso Costituente, delegato per Sucre                                      | 17 luglio 1823    | 16 agosto 1823                       | Encargado del Mando Supremo                         |
| Ratificato come Presidente della Repubblica dal Congresso Costituente, come da Costituzione del 1823 | José Bernardo de Torre Tagle     | 16 agosto 1823                                                                            | 17 febbraio 1824  | Presidente della Repubblica          |                                                     |
| | Simón Bolívar                    | Il Congresso Costituente gli concede la Suprema autorità politica e militare              | 17 febbraio 1824  | 9 dicembre 1826                      | Suprema autorità politica e militare                |
| Costituzione del 1826                                                                                | Simón Bolívar                    | 9 dicembre 1826                                                                           | 28 gennaio 1827   | Presidente Vitalicio de la República |                                                     |
| | Andrés de Santa Cruz             | Eletto dal Congresso a seguito della rivolta che portò alla caduta del regime di Bolívar  | 28 gennaio 1827   | 9 giugno 1827                        | Presidente de la Junta de Gobierno                  |
| | Manuel Salazar y Baquíjano       | In qualità di Vicepresidente, in attesa dell'arrivo del presidente eletto José de La Mar  | 9 giugno 1827     | 22 agosto 1827                       | Encargado del Poder Ejecutivo                       |
| | José de La Mar                   | Eletto dal Congresso                                                                      | 22 agosto 1827    | 7 giugno 1829                        | Presidente della Repubblica                         |
| | Antonio Gutiérrez de la Fuente   | Colpo di Stato, incaricato in attesa che il Congresso eleggesse un presidente provvisorio | 7 giugno 1829     | 1º settembre 1829                    | Jefe Supremo                                        |
| | Agustín Gamarra                  | Eletto dal Congresso                                                                      | 1º settembre 1829 | 20 dicembre 1833                     | Presidente Provisorio                               |
| | Francisco Xavier de Luna Pizarro |                                                                                           | 20 dicembre 1833  | 21 dicembre 1833                     | Encargado interino del Ejecutivo                    |
| | Luis José de Orbegoso y Moncada  | Eletto dalla Convención Nacional                                                          | 21 dicembre 1833  | 11 agosto 1836                       | Presidente Provisorio                               |

## Confederazione Perù-Bolivia
Nel 1836 il sud del Perù si dichiarò indipendente creando la Repubblica Sudperuviana, mentre il resto del Perù divenne la Repubblica Nordperuviana. I due Stati si confederarono con la Repubblica di Bolivia per formare la Confederazione Perù-Bolivia, che si sciolse nel 1839. Durante questo periodo, Andrés de Santa Cruz divenne capo di Stato della confederazione con il titolo di Supremo Protector della Confederazione Perù-Bolivia, mentre ogni Stato membro mantenne il proprio Presidente come capo del governo.

### Supremo Protectordella Confederazione Perù-Bolivia
| Supremo Protector | Supremo Protector    | Elezione                                     | Mandato         | Mandato          | Titolo                                              |
| Supremo Protector | Supremo Protector    | Elezione                                     | Inizio          | Fine             | Titolo                                              |
| ----------------- | -------------------- | -------------------------------------------- | --------------- | ---------------- | --------------------------------------------------- |
|                   | Andrés de Santa Cruz | Proclamazione e nascita della Confederazione | 28 ottobre 1836 | 20 febbraio 1839 | Supremo Protector della Confederazione Perù-Bolivia |

### Repubblica Nordperuviana
| Presidente | Presidente                      | Mandato        | Mandato           |
| Presidente | Presidente                      | Inizio         | Fine              |
| ---------- | ------------------------------- | -------------- | ----------------- |
|            | Luis José de Orbegoso Y Moncada | 21 agosto 1837 | 1º settembre 1838 |
|            | José de la Riva Agüero          | 11 agosto 1838 | 24 gennaio 1839   |

### Repubblica Sudperuviana
| Protettore | Protettore             | Mandato           | Mandato          |
| Protettore | Protettore             | Inizio            | Fine             |
| ---------- | ---------------------- | ----------------- | ---------------- |
|            | Ramón Herrera y Rodado | 17 settembre 1837 | 12 ottobre 1838  |
|            | Pío de Tristán         | 12 ottobre 1838   | 23 febbraio 1839 |

## Presidenti del Perù dal 1838 al 1931
| Presidente | Presidente | Presidente                  | Mandato           | Mandato           | Partito politico |
| Presidente | Presidente | Presidente                  | Inizio            | Fine              | Partito politico |
| ---------- | ---------- | --------------------------- | ----------------- | ----------------- | ---------------- |
|            |            | Agustín Gamarra             | 25 agosto 1838    | 18 novembre 1841  | Militare         |
|            |            | Manuel Menéndez             | 18 novembre 1841  | 16 agosto 1842    | Indipendente     |
|            |            | Juan Crisóstomo Torrico     | 16 agosto 1842    | 17 ottobre 1842   | Militare         |
|            |            | Juan Francisco de Vidal     | 17 ottobre 1842   | 15 marzo 1843     | Militare         |
|            |            | Justo Figuerola             | 16 marzo 1843     | 20 marzo 1843     | Militare         |
|            |            | Manuel Ignacio de Vivanco   | 20 marzo 1843     | 17 giugno 1844    |                  |
|            |            | Domingo Nieto               | 20 marzo 1843     | 17 febbraio 1844  |                  |
|            |            | Ramón Castilla              | 17 febbraio 1844  | 11 dicembre 1844  |                  |
|            |            | Domingo Elías               | 17 giugno 1844    | 10 agosto 1844    |                  |
|            |            | Manuel Menéndez             | 10 agosto 1844    | 11 agosto 1844    |                  |
|            |            | Justo Figuerola             | 11 agosto 1844    | 7 ottobre 1844    |                  |
|            |            | Manuel Menéndez             | 7 ottobre 1844    | 20 aprile 1845    |                  |
|            |            | Ramón Castilla              | 20 aprile 1845    | 20 aprile 1851    |                  |
|            |            | José Rufino Echenique       | 20 aprile 1851    | 5 gennaio 1855    |                  |
|            |            | Ramón Castilla              | 5 gennaio 1855    | 24 ottobre 1862   |                  |
|            |            | Miguel de San Román         | 24 ottobre 1862   | 3 aprile 1863     |                  |
|            |            | Ramón Castilla              | 3 aprile 1863     | 9 aprile 1863     |                  |
|            |            | Pedro Diez Canseco          | 9 aprile 1863     | 5 agosto 1863     |                  |
|            |            | Juan Antonio Pezet          | 5 agosto 1863     | 25 aprile 1865    |                  |
|            |            | Mariano Ignacio Prado       | 25 aprile 1865    | 24 giugno 1865    |                  |
|            |            | Juan Antonio Pezet          | 24 giugno 1865    | 8 novembre 1865   |                  |
|            |            | Pedro Diez Canseco          | 8 novembre 1865   | 28 novembre 1865  |                  |
|            |            | Mariano Ignacio Prado       | 28 novembre 1865  | 7 gennaio 1868    |                  |
|            |            | Pedro Diez Canseco          | 8 gennaio 1868    | 2 agosto 1868     |                  |
|            |            | José Balta                  | 2 agosto 1868     | 22 luglio 1872    |                  |
|            |            | Tomás Gutiérrez             | 22 luglio 1872    | 26 luglio 1872    |                  |
|            |            | Francisco Diez Canseco      | 26 luglio 1872    | 27 luglio 1872    |                  |
|            |            | Mariano Herencia Zevallos   | 27 luglio 1872    | 2 agosto 1872     |                  |
|            |            | Manuel Pardo                | 2 agosto 1872     | 2 agosto 1876     |                  |
|            |            | Mariano Ignacio Prado       | 2 agosto 1876     | 23 dicembre 1879  |                  |
|            |            | Nicolás de Piérola          | 23 dicembre 1879  | 28 novembre 1881  |                  |
|            |            | Francisco García Calderón   | 12 marzo 1881     | 28 settembre 1881 |                  |
|            |            | Lizardo Montero             | 15 gennaio 1881   | 28 ottobre 1883   |                  |
|            |            | Andrés Avelino Cáceres      | 28 ottobre 1883   | 3 agosto 1885     |                  |
|            |            | Miguel Iglesias             | 31 agosto 1885    | 3 dicembre 1885   |                  |
|            |            | Antonio Arenas              | 3 dicembre 1885   | 5 giugno 1886     |                  |
|            |            | Andrés Avelino Cáceres      | 5 giugno 1886     | 10 agosto 1890    |                  |
|            |            | Remigio Morales Bermúdez    | 10 agosto 1890    | 1º aprile 1894    |                  |
|            |            | Justiniano Borgoño          | 1º aprile 1894    | 10 agosto 1894    |                  |
|            |            | Andrés Avelino Cáceres      | 10 agosto 1894    | 20 marzo 1895     |                  |
|            |            | Manuel Candamo              | 20 marzo 1895     | 8 settembre 1895  |                  |
|            |            | Nicolás de Piérola          | 8 settembre 1895  | 8 settembre 1899  |                  |
|            |            | Eduardo López de Romaña     | 8 settembre 1899  | 8 settembre 1903  |                  |
|            |            | Manuel Candamo              | 8 settembre 1903  | 7 maggio 1904     |                  |
|            |            | Serapio Calderón            | 7 maggio 1904     | 24 settembre 1904 |                  |
|            |            | José Pardo y Barreda        | 24 settembre 1904 | 24 settembre 1908 |                  |
|            |            | Augusto Leguía y Salcedo    | 24 settembre 1908 | 24 settembre 1912 |                  |
|            |            | Guillermo Billinghurst      | 24 settembre 1912 | 4 febbraio 1914   |                  |
|            |            | Óscar R. Benavides          | 4 febbraio 1914   | 18 agosto 1915    |                  |
|            |            | José Pardo y Barreda        | 18 agosto 1915    | 4 luglio 1919     |                  |
|            |            | Augusto Leguía y Salcedo    | 4 luglio 1919     | 25 agosto 1930    |                  |
|            |            | Manuel María Ponce Brousset | 25 agosto 1930    | 27 agosto 1930    |                  |
|            |            | Luis Miguel Sánchez Cerro   | 27 agosto 1930    | 1º marzo 1931     |                  |
|            |            | Ricardo Leoncio Elías Arias | 1º marzo 1931     | 5 marzo 1931      |                  |
|            |            | Gustavo Jiménez             | 5 marzo 1931      | 11 marzo 1931     |                  |
|            |            | David Samanez Ocampo        | 11 marzo 1931     | 8 dicembre 1931   |                  |

## Presidenti dal 1931
| Presidente | Presidente   | Presidente                          | Partito                        | Elezione                              | Mandato          | Mandato          |
| Presidente | Presidente   | Presidente                          | Partito                        | Elezione                              | Inizio           | Fine             |
| ---------- | ------------ | ----------------------------------- | ------------------------------ | ------------------------------------- | ---------------- | ---------------- |
|            |              | Luis Miguel Sánchez Cerro           | Unione Rivoluzionaria          | 1931                                  | 8 dicembre 1931  | 30 aprile 1933   |
|            |              | Óscar R. Benavides                  | Militare                       | Ad interim                            | 30 aprile 1933   | 8 dicembre 1939  |
|            |              | Manuel Prado Ugarteche              | Partido Civil                  | 1939                                  | 8 dicembre 1939  | 28 luglio 1945   |
|            |              | José Luis Bustamante y Rivero       | Fronte Democratico Nazionale   | 1945                                  | 28 luglio 1945   | 29 ottobre 1948  |
|            |              | Manuel A. Odría                     | Militare                       | Colpo di Stato                        | 29 ottobre 1948  | 1º giugno 1950   |
|            |              | Zenón Noriega Agüero                | Militare                       | Ad interim                            | 1º giugno 1950   | 28 luglio 1950   |
|            |              | Manuel A. Odría                     | Unione Nazionale Odriista      | 1950                                  | 28 luglio 1950   | 28 luglio 1956   |
|            |              | Manuel Prado Ugarteche              | Movimento Democratico Pradista | 1956                                  | 28 luglio 1956   | 18 luglio 1962   |
|            |              | Ricardo Pérez Godoy                 | Militare                       | Colpo di Stato                        | 18 luglio 1962   | 3 marzo 1963     |
|            |              | Nicolás Lindley                     | Militare                       | Colpo di Stato                        | 3 marzo 1963     | 28 luglio 1963   |
|            |              | Fernando Belaúnde Terry             | Azione Popolare                | 1963                                  | 28 luglio 1963   | 3 ottobre 1968   |
|            |              | Juan Velasco Alvarado               | Militare                       | Colpo di Stato                        | 3 ottobre 1968   | 30 agosto 1975   |
|            |              | Francisco Morales Bermúdez Cerrutti | Militare                       |                                       | 30 agosto 1975   | 28 luglio 1980   |
|            |              | Fernando Belaúnde Terry             | Azione Popolare                | 1980                                  | 28 luglio 1980   | 28 luglio 1985   |
|            |              | Alan García Pérez                   | APRA                           | 1985                                  | 28 luglio 1985   | 28 luglio 1990   |
|            |              | Alberto Fujimori                    | Cambio 90, Perù 2000           | 1990, autogolpe, 1995, 2000           | 28 luglio 1990   | 19 novembre 2000 |
|            |              | Valentín Paniagua Corazao           | Azione Popolare                | Ad interim (Presidente del Congresso) | 22 novembre 2000 | 28 luglio 2001   |
|            |              | Alejandro Toledo                    | Perù Possibile                 | 2001                                  | 28 luglio 2001   | 28 luglio 2006   |
|            |              | Alan García Pérez                   | APRA                           | 2006                                  | 28 luglio 2006   | 28 luglio 2011   |
|            |              | Ollanta Humala Tasso                | Partito Nazionalista Peruviano | 2011                                  | 28 luglio 2011   | 28 luglio 2016   |
|            |              | Pedro Pablo Kuczynski               | Peruviani per il Cambiamento   | 2016                                  | 28 luglio 2016   | 23 marzo 2018    |
|            |              | Martín Vizcarra                     | Indipendente                   | Ad interim (Vicepresidente)           | 23 marzo 2018    | 9 novembre 2020  |
|            |              | Manuel Merino                       | Azione Popolare                | Ad interim (Presidente del Congresso) | 10 novembre 2020 | 15 novembre 2020 |
|            |              | Francisco Sagasti                   | Partito Viola                  | Ad interim (Presidente del Congresso) | 17 novembre 2020 | 28 luglio 2021   |
|            |              | Pedro Castillo                      | Perù Libero                    | 2021                                  | 28 luglio 2021   | 7 dicembre 2022  |
|            | Indipendente | Pedro Castillo                      |                                | 2021                                  | 28 luglio 2021   | 7 dicembre 2022  |
|            |              | Dina Boluarte                       | Indipendente                   | Ad interim (Vicepresidente)           | 7 dicembre 2022  | in carica        |